# Lunisolaire kalender
Een lunisolaire kalender is een maankalender waarbij rekening wordt gehouden met de achterstand die wordt opgelopen wanneer een kalenderjaar steeds uit 12 maanmaanden zou bestaan, door regelmatig een dertiende maand in te voegen.
De maankalender loopt elk jaar ten opzichte van het zonnejaar een achterstand op van ongeveer 11 dagen (29,5 x 12 = 354 dagen), zodat de meeste oude cultuurvolken overschakelden op een gebonden maanjaar, waarbij men ook rekening hield met het zonnejaar. Na 3 jaar bedraagt de achterstand al meer dan 30 dagen.
Ook dit loste men op verschillende manieren op. De oude Griekse kalender bijvoorbeeld die het maanjaar van 354 dagen volgde, voegde per periode van 8 jaren 3 keer een maand van 30 dagen in. Op die manier telt het jaar gemiddeld 354 + (90/8) = 365,25 dagen, wat een goede benadering is van de lengte van het zonnejaar. Ook de cyclus van Meton biedt een oplossing. Bij de oude Babyloniërs was reeds ontdekt dat 19 zonnejaren 235 lunaties bevatten, met andere woorden na 6940 dagen staan zowel de zon als de maan weer in dezelfde positie. Deze maancyclus wordt nu nog gebruikt bij het berekenen van de paasdatum.

## Gebruik
- De Grieken hadden in de Oudheid een op de maan en een op de zon gerichte kalender met maanden van om de beurt 29 of 30 dagen, met om de twee of drie jaar een ingelaste schrikkelmaand. Een van de manieren om de jaren aan te geven was om deze te benoemen binnen een bepaalde "olympiade", een vierjarige periode tussen twee opeenvolgende Olympische Spelen. (De eerste spelen zouden in 776 v.Chr. hebben plaatsgevonden.) Een van de belangrijkste Griekse kalenders was de Attische kalender.
- De joodse kalender heeft als beginpunt 7 oktober 3761 v.Chr. (volgens de juliaanse kalender) als volgens joods-orthodoxe opvatting het tijdstip van de schepping. De kalender bestaat uit een jaar van 12 of 13 maanden van 29 of 30 dagen. Zeven maal in 19 jaar volgt op de maand Adar (ca. februari) een tweede, schrikkelmaand Adar (Adar Beth) waardoor er 235 maanden in 19 jaar vallen. Om te voorkomen dat Jom Kipoer op vrijdag of zondag valt kunnen er een of twee schrikkeldagen worden toegevoegd. Negentien jaar zijn niet precies 235 lunaties: er resteert een fout van een dag per ca. 308 jaar waardoor het ijkpunt van de joodse kalender nu ca. zeven dagen is teruggeschoven van 20 naar 13 maart. Pesach is dus nu de volle maan die volgt op de eerste nieuwe maan na 13 maart.
- De Mayakalender bestond uit verschillende gecombineerde cycli, hoofdzakelijk de volgende.
  1. Een waarzegkalender of tzolkin (260 dagen = 20 dagnamen gecombineerd met de cijfers 1 tot en met 13).
  2. Een niet-geschrikkelde jaarkalender voor de 'maand'feesten (365 dagen = 18 × 20 dagen plus 5 'naamloze'dagen).
  3. Een maankalender.
  4. Een korte telling, dat wil zeggen een cyclus van 13 katuns oftewel 13 × 20 × 360 dagen. Daarnaast bestond voor geschiedkundige doeleinden een lineaire lange telling gerekend vanaf een mythologische begindatum ca. 3000 v.Chr.

In 1993 heeft de spirituele leider José Argüelles op basis van de Mayakalender een 13 manenkalender ontwikkeld (13 manen/28 dagen), die door een aanzienlijke groep mensen uit de newagebeweging gebruikt wordt.
- Andere lunisolaire kalenders zijn onder meer de Chinese kalender en Tibetaanse kalender.

Zonnekalender · Maankalender · Lunisolaire kalender· Biodynamische kalender